# Doina Gherman
Doina Gherman (nascuda el 29 de novembre de 1982) és membre del Parlament moldau. També és una activista pels drets de les dones que treballa per empoderar les dones supervivents de violència domèstica i de gènere i per millorar els drets i el lideratge polític de les dones. Gherman també ha ocupat un càrrec a la Comissió de Drets Humans del Parlament.
Va néixer el 1982 a Chișinăuç. Pot parlar quatre idiomes: anglès, francès, rus i romanès i el seu primer títol va ser en llengües estrangeres de la Universitat Estatal de Balti. El seu mestratge és en administració i va ser atorgada per l'Acadèmia d'Administració Pública de Moldàvia. Va treballar per al servei de duanes del seu país i va ensenyar comunicació i brànding a l'Institut de Ciències de l'Educació abans de ser elegida parlamentària.
Gherman s'exerceix com a cap de la comissió del Parlament sobre política exterior i integració europea a la República de Moldàvia, la qual cosa indica el seu paper fonamental en la configuració de la política exterior del país, particularment pel que fa a la integració de la Unió Europea. La seva afiliació al proeuropeu Partit d'Acció i Solidaritat (PAS) subratlla el compromís d'estrènyer enllaços amb la Unió Europea i promoure la integració europea.

## Premis
Va rebre el Premi Internacional Dona Coratge el 2022.